# 桜ケ丘 (鹿児島市)
桜ケ丘（さくらがおか）は、鹿児島県鹿児島市の町丁。郵便番号は桜ケ丘一丁目から桜ケ丘六丁目までは891-0175、桜ケ丘七丁目・桜ケ丘八丁目は890-0075である。人口は13,187人、世帯数は5,999世帯。（2020年4月1日現在）。また、「ケ」は「ヶ」とも表記される。桜ケ丘一丁目から桜ケ丘八丁目まであり、そのうち桜ケ丘八丁目の全域のみで住居表示を実施している。

## 地理
鹿児島市西部、脇田川中流域にある上ノ原台地上に位置している。町域の北方には田上町、南方には魚見町、小原町、西方には中山、東方には宇宿、向陽がそれぞれ隣接している。
町域の南端部には鹿児島大学病院が所在しており、鹿児島大学の医学部と歯学部が設置されている。また、中央部には県・市営住宅が所在しており、その周辺に分譲地が多く所在している。
教育施設は中央部に鹿児島市立桜丘中学校と鹿児島市立桜丘西小学校が隣接して所在しており、南部には鹿児島市立桜丘東小学校、付近には鹿児島県児童相談所が設置されており、2023年3月までは鹿児島県立桜丘養護学校も設置されていた。

### 行政区域
桜ケ丘七丁目及び桜ケ丘八丁目は鹿児島市役所本庁の管轄であるが、桜ケ丘一丁目から桜ケ丘六丁目までは鹿児島市役所谷山支所の管轄となっている。これは、1967年（昭和42年）までは現在の桜ケ丘一丁目から桜ケ丘六丁目までが谷山市の区域（中山町・山田町・上福元町）で、桜ケ丘七丁目の全域及び桜ケ丘八丁目の大半の区域は旧鹿児島市の区域（宇宿町・田上町）であった為である。
また、衆議院小選挙区制選挙区も異なり鹿児島市役所本庁管轄の区域は鹿児島県第1区、鹿児島市役所谷山支所管轄の区域は鹿児島県第2区に属する。

## 歴史

### 前史
1960年代以前の上ノ原台地は畑作地帯であり、現在の桜ケ丘の区域は宇宿町、田上町、中山町、山田町、上福元町に跨っており、1889年の町村制施行時には宇宿町が中郡宇村の大字宇宿、田上町が西武田村の大字田上（中郡宇村及び西武田村は1934年に鹿児島市に編入）、中山町、山田町、上福元町は谷山村の大字であった。1967年（昭和42年）の鹿児島市と谷山市の新設合併時点では宇宿町、田上町は鹿児島市、中山町、山田町、上福元町は谷山市の区域である。

### 桜ケ丘の造成
鹿児島市と谷山市に跨る上ノ原台地の開発の機運は農業人口の流出と鹿児島市の住宅地不足問題により1960年代からあった。しかしシラス台地の複雑な地形であり巨額の造成費用の負担が見込まれることから、鹿児島市や谷山市などで宅地造成などを行っていた地方開発事業団である鹿児島開発事業団や民間開発業者との間で交渉はまとまらなかったという。
1970年（昭和45年）に農地法が改正されたのに伴い、農業協同組合が農地等処分事業として地域開発を行うことが出来るようになり、その第1号として全国農業協同組合連合会に開発計画が全面委託され、1974年（昭和49年）8月には、「中山地区土地区画整理組合」が発足した。中山地区土地区画整理組合を施工主とする土地区画整理事業である「中山地区土地区画整理事業」として事業計画が決定し、同年10月に着工、1978年（昭和53年）に桜ケ丘団地の全ての区域の造成が完了した。また、中山地区区画整理事業の着手の同年には鹿児島大学医学部及び鹿児島大学病院が山下町から宇宿町（現在の桜ケ丘八丁目）に移転した。

### 町名としての桜ケ丘
1978年（昭和53年）10月24日に桜ケ丘団地において換地処分が終了したのに伴い、中山町・山田町・宇宿町・田上町の各一部より「桜ケ丘一丁目」、中山町・山田町・宇宿町の各一部より「桜ケ丘二丁目」、中山町の一部より「桜ケ丘三丁目」、中山町・宇宿町の一部より「桜ケ丘四丁目」、「桜ケ丘五丁目」、「桜ケ丘六丁目」、宇宿町の一部より「桜ケ丘七丁目」が設置された。
1978年（昭和53年）に鹿児島市立桜丘西小学校、1980年（昭和55年）には鹿児島市立桜丘中学校、1982年（昭和57年）には鹿児島市立桜丘東小学校が相次いで開校した。1985年（昭和60年）には鹿児島県の中央児童相談所や、鹿児島県心身障害児総合相談センター（現在の鹿児島県こども総合療育センター）が設置された。
1990年（平成2年）11月5日には上福元町小原地区において住居表示が実施されることとなったのに伴い、宇宿町及び上福元町の一部より「桜ケ丘八丁目」が設置された。
1996年（平成8年）10月28日に、宇宿町の一部が桜ケ丘六丁目に編入され、2011年（平成23年）2月15日には、宇宿町の一部が桜ケ丘七丁目に編入された。

### 町域の変遷
| 変更後               | 変更年             | 変更前           |
| -------------------- | ------------------ | ---------------- |
| 桜ケ丘一丁目（新設） | 1978年（昭和53年） | 中山町（一部）   |
| 桜ケ丘一丁目（新設） | 1978年（昭和53年） | 山田町（一部）   |
| 桜ケ丘一丁目（新設） | 1978年（昭和53年） | 宇宿町（一部）   |
| 桜ケ丘一丁目（新設） | 1978年（昭和53年） | 田上町（一部）   |
| 桜ケ丘二丁目（新設） | 1978年（昭和53年） | 中山町（一部）   |
| 桜ケ丘二丁目（新設） | 1978年（昭和53年） | 山田町（一部）   |
| 桜ケ丘二丁目（新設） | 1978年（昭和53年） | 宇宿町（一部）   |
| 桜ケ丘三丁目（新設） | 1978年（昭和53年） | 中山町（一部）   |
| 桜ケ丘四丁目（新設） | 1978年（昭和53年） | 中山町（一部）   |
| 桜ケ丘四丁目（新設） | 1978年（昭和53年） | 宇宿町（一部）   |
| 桜ケ丘五丁目（新設） | 1978年（昭和53年） | 中山町（一部）   |
| 桜ケ丘五丁目（新設） | 1978年（昭和53年） | 宇宿町（一部）   |
| 桜ケ丘六丁目（新設） | 1978年（昭和53年） | 中山町（一部）   |
| 桜ケ丘六丁目（新設） | 1978年（昭和53年） | 宇宿町（一部）   |
| 桜ケ丘七丁目（新設） | 1978年（昭和53年） | 宇宿町（一部）   |
| 桜ケ丘八丁目（新設） | 1990年（平成2年）  | 宇宿町（一部）   |
| 桜ケ丘八丁目（新設） | 1990年（平成2年）  | 上福元町（一部） |
| 桜ケ丘六丁目（編入） | 1996年（平成8年）  | 宇宿町（一部）   |
| 桜ケ丘七丁目（編入） | 2011年（平成23年） | 宇宿町（一部）   |

## 人口

### 町丁別
|              | 世帯数 | 人口  |
| ------------ | ------ | ----- |
| 桜ケ丘一丁目 | 619    | 1,479 |
| 桜ケ丘二丁目 | 706    | 1,649 |
| 桜ケ丘三丁目 | 567    | 1,280 |
| 桜ケ丘四丁目 | 1,242  | 2,731 |
| 桜ケ丘五丁目 | 916    | 1,919 |
| 桜ケ丘六丁目 | 883    | 1,851 |
| 桜ケ丘七丁目 | 295    | 601   |
| 桜ケ丘八丁目 | 771    | 1,677 |

### 国勢調査
以下の表は国勢調査による小地域集計が開始された1995年以降の人口の推移である。
| 年                 | 人口   |
| ------------------ | ------ |
| 1995年（平成7年）  | 15,278 |
| 2000年（平成12年） | 15,263 |
| 2005年（平成17年） | 14,741 |
| 2010年（平成22年） | 14,170 |
| 2015年（平成27年） | 13,428 |

## 施設

### 公共
- 鹿児島大学病院
- 中央児童相談所[38]
- 鹿児島県こども総合療育センター[39]
- 鹿児島県警察鹿児島南警察署桜ケ丘団地交番[40]
- 桜ケ丘福祉館[41]
- 桜ケ丘中央公園

### 教育
- 鹿児島大学医学部・歯学部・医歯学総合研究科[42]
- 鹿児島県立桜丘養護学校[43]
- 鹿児島市立桜丘中学校[44]
- 鹿児島市立桜丘西小学校[45]
- 鹿児島市立桜丘東小学校[45]
- 鹿児島さくら幼稚園[46]
- 桜ケ丘中央幼稚園[46]
- 若葉幼稚園[46]

### 郵便局
- 鹿児島桜ヶ丘郵便局[47]
- 鹿児島大学医学部内簡易郵便局[48]

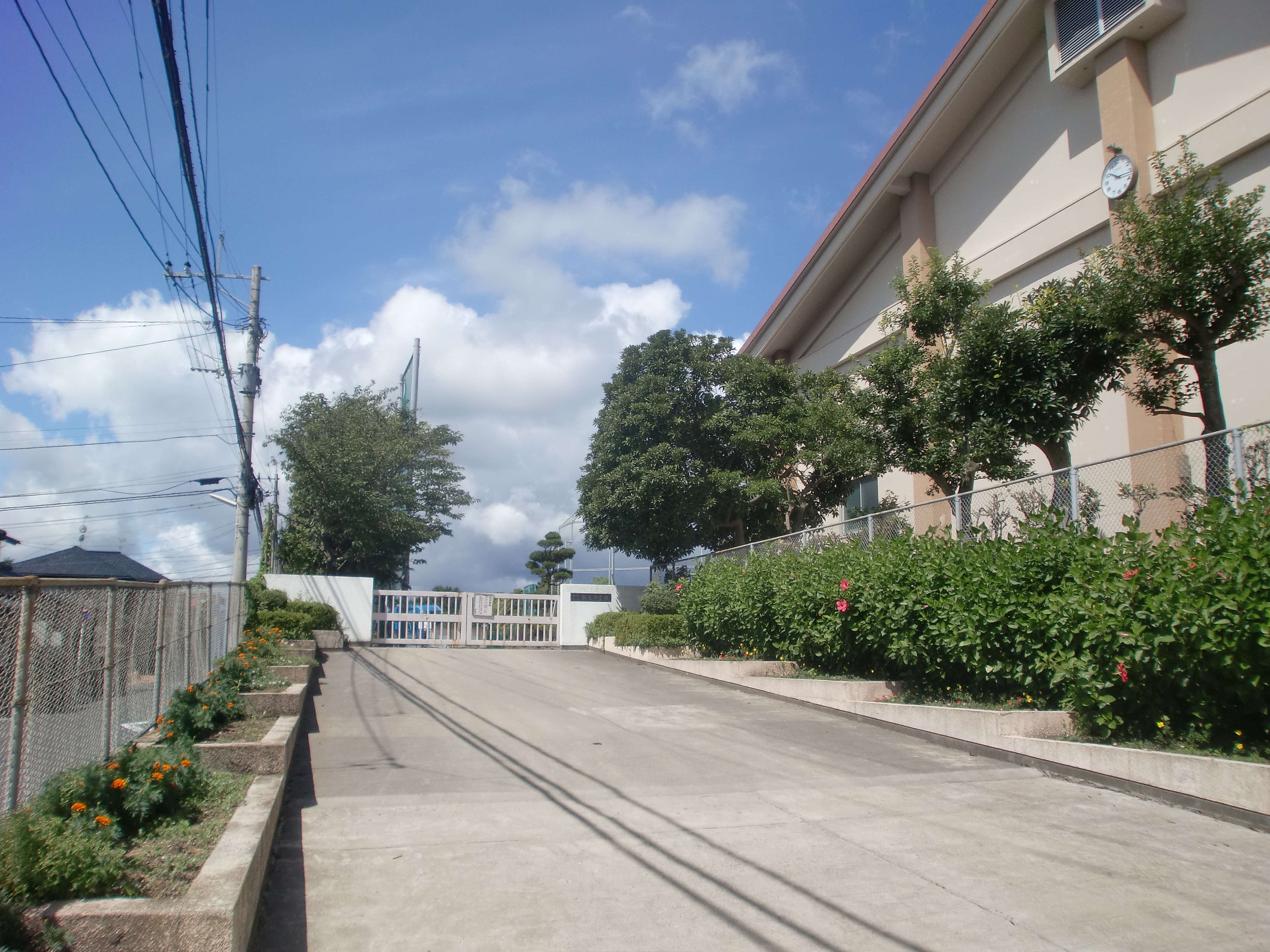
鹿児島市立桜丘中学校
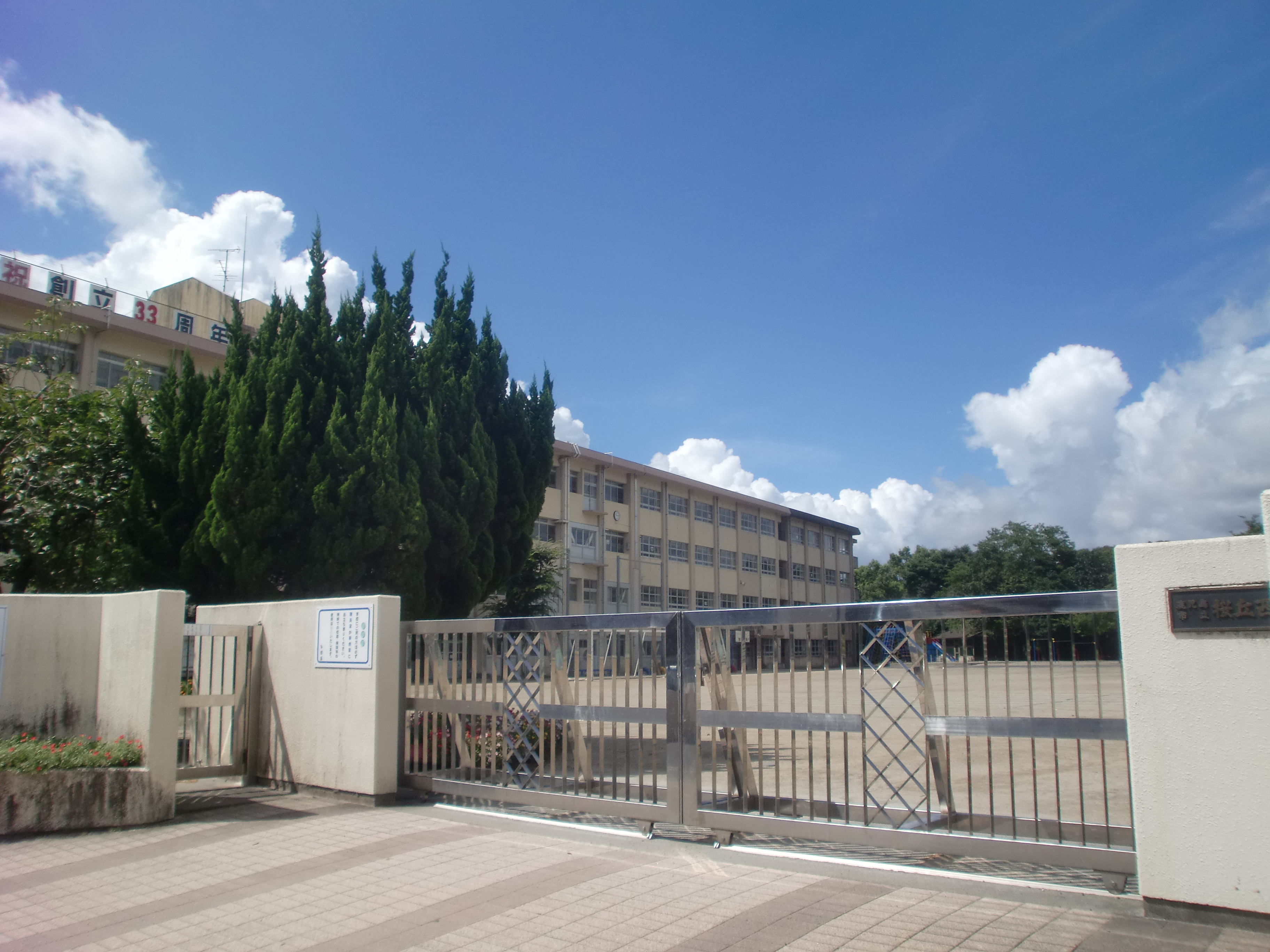
鹿児島市立桜丘西小学校
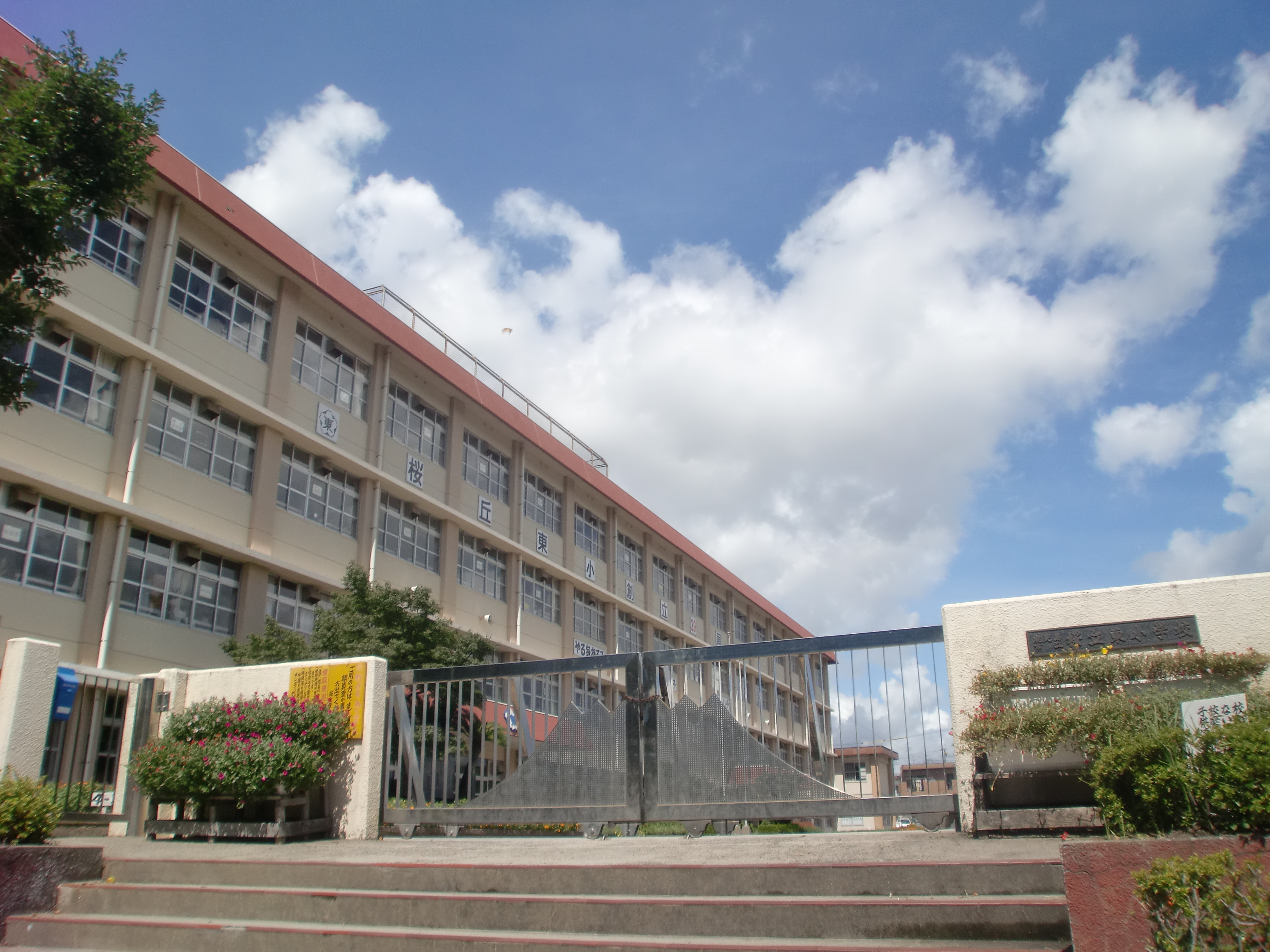
鹿児島市立桜丘東小学校
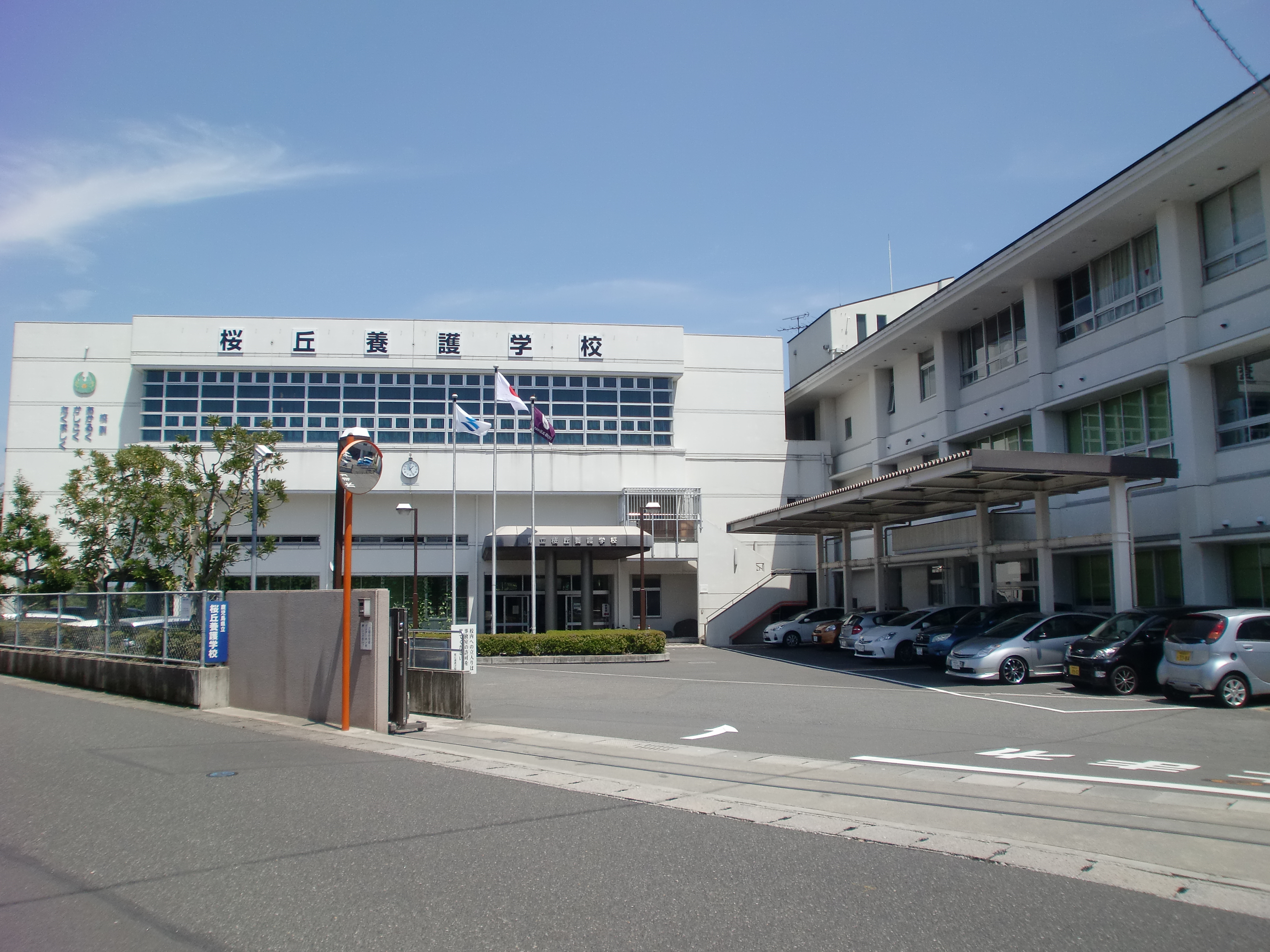
鹿児島県立桜丘養護学校

## 小・中学校の学区
市立小・中学校に通う場合、学区（校区）は以下の通りとなる。
| 町丁         | 番・番地                                                     | 小学校                 | 中学校               |
| ------------ | ------------------------------------------------------------ | ---------------------- | -------------------- |
| 桜ケ丘一丁目 | 全域                                                         | 鹿児島市立桜丘西小学校 | 鹿児島市立桜丘中学校 |
| 桜ケ丘二丁目 | 全域                                                         | 鹿児島市立桜丘西小学校 | 鹿児島市立桜丘中学校 |
| 桜ケ丘三丁目 | 全域                                                         | 鹿児島市立桜丘西小学校 | 鹿児島市立桜丘中学校 |
| 桜ケ丘四丁目 | 1番地の県営住宅 1番地の教職員住宅 1番地5号-11号 2番地-21番地 | 鹿児島市立桜丘西小学校 | 鹿児島市立桜丘中学校 |
| 桜ケ丘四丁目 | 1番地の市営住宅 1番地13･14号                                 | 鹿児島市立桜丘東小学校 | 鹿児島市立桜丘中学校 |
| 桜ケ丘五丁目 | 全域                                                         | 鹿児島市立桜丘東小学校 | 鹿児島市立桜丘中学校 |
| 桜ケ丘六丁目 | 全域                                                         | 鹿児島市立桜丘東小学校 | 鹿児島市立桜丘中学校 |
| 桜ケ丘七丁目 | 全域                                                         | 鹿児島市立桜丘東小学校 | 鹿児島市立桜丘中学校 |
| 桜ケ丘八丁目 | 全域                                                         | 鹿児島市立桜丘東小学校 | 鹿児島市立桜丘中学校 |

## 交通

### 鉄道
町域内に鉄道は通っていないが、最寄り駅は指宿枕崎線宇宿駅がある。

### バス
- 大学病院前 - 鹿児島中央駅など（鹿児島交通など）

### 註
1. 1 2 3  桜ケ丘一から桜ケ丘六丁目までの区域は谷山地域谷山北部地区にあたり、郵便番号や市役所の管轄区域、選挙区は谷山地域となる
2. 1 2 3  桜ケ丘七丁目及び桜ケ丘八丁目は中央地域鴨池地区にあたり、郵便番号や市役所の管轄区域、選挙区は中央地域となる。